# Église Saint-Georges de Ratkovo
Pour les articles homonymes, voir Église Saint-Georges.
L'église Saint-Georges de Ratkovo (en serbe cyrillique : Црква Светог Георгија у Раткову ; en serbe latin : Crkva Svetog Georgija u Ratkovu) est une église orthodoxe serbe située à Ratkovo, dans la province de Voïvodine, dans le district de Bačka occidentale et dans la municipalité d'Odžaci en Serbie. Elle est inscrite sur la liste des monuments culturels de grande importance de la république de Serbie (identifiant no SK 1135).

## Présentation

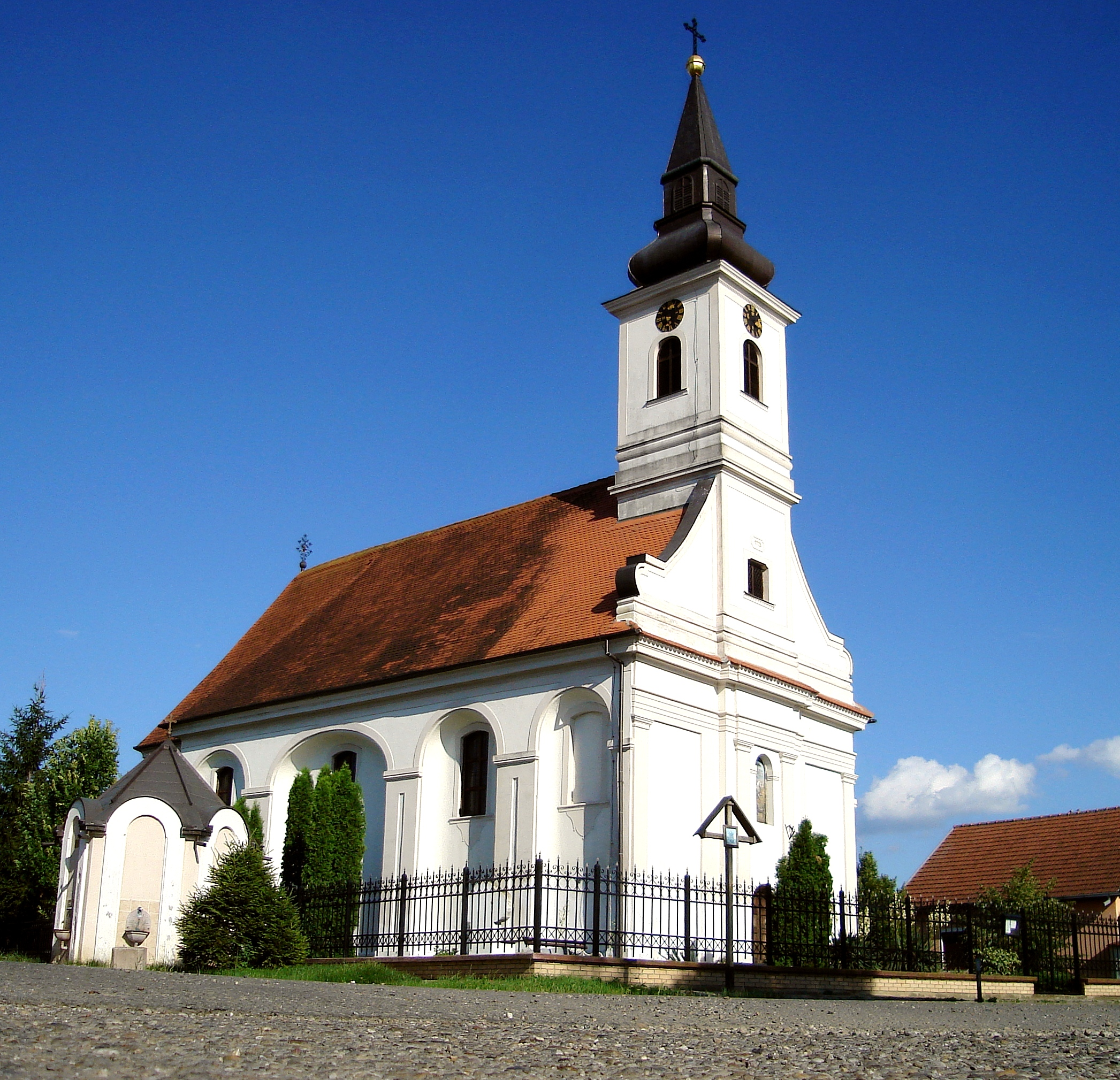
Autre vue de l'église.

L'église a été construite dans la seconde moitié du XVIIIe siècle. À l'intérieur, la nef, constituée de trois travées inégales, est dotée d'une voûte en berceau dont les arcs reposent sur des consoles ; elle est prolongée par une abside profonde mais moins large qu'elle, qui, à l'extérieur, forme un chevet à cinq pans. Les façades latérales sont ornées de niches et d'ouvertures accompagnant la disposition de l'espace intérieur et profondément encastrées dans un système d'arcatures.
Les icônes de l'iconostase constituent l'une des réalisations tardives de Jakov Orfelin ; caractéristiques d'un style baroque tempéré, elles ont été achevées en 1792.